# آیه طارق
آیه طارق (عربی: آية طارق؛ –) هنرمند اهل مصر است.
کارهای هنری طارق در درجه اول هنر خیابانی یا نقاشی‌های دیواری او هستند. اگرچه هنر خیابانی در مصر پس از انقلاب ۲۰۱۱ مورد توجه بین‌المللی قرار گرفت، اما هنگامی که طارق ۱۸ ساله بود، در خیابان‌های اسکندریه هنرهای خیابانی خود را به اشتراک گذاشت.